# Alain Haché
Pour les articles homonymes, voir Haché.
Alain Haché, né le 14 décembre 1970 à Tracadie-Sheila, est professeur agrégé au Département de physique de l'Université de Moncton, Moncton, Nouveau-Brunswick, Canada. Il est l'auteur d'une expérience probante sur la vitesse supraluminique en physique ondulatoire électrocinétique.
L'expérimentation d'Alain Haché permet d'obtenir une vitesse de groupe supérieure à celle de la vitesse de la lumière pour un simple courant électrique dans un câble coaxial. L'auteur de l'expérience explique qu'aucune information ne peut être transmise plus rapidement que c . En effet, il est techniquement nécessaire que la partie du signal qui précède le maximum (pour lequel est calculée la vitesse de groupe) ait déjà traversé le milieu dans lequel le déplacement supraluminique a lieu avant que le maximum y entre. Or le déplacement de cette partie avancée du signal ne se fait pas à vitesse supraluminique, mais à une vitesse inférieure à c. Au total, le temps mis par l'ensemble du signal (queue et pic inclus) est plus grand que celui que met la lumière pour parcourir la même distance dans le vide.  Celui-ci renvoie au temps à considérer pour transmettre une information sur la distance voulue. Ce phénomène pourrait être employé pour transmettre l'information à une vitesse plus proche de c dans les ordinateurs et sur le web, la vitesse actuelle étant plutôt de l'ordre de 2/3 c.
Alain Haché est, depuis 2003, le détenteur de la Chaire de Recherche du Canada en Photonique à l'Université de Moncton. Il est aussi l'auteur de The Physics of Hockey (Johns Hopkins University Press, 2002), un livre de vulgarisation scientifique sur la physique du hockey sur glace.